# Aurora Floridia
Aurora Floridia (Verona, 6 maggio 1967) è una politica italiana.

## Biografia
Nata a Verona, figlia di Ingrid Hamer, cittadina tedesca e Lorenzo Floridia, di origine siciliana, cresce a Malcesine, sul Lago di Garda. È sposata con Dr. Peter Schlenk, ingegnere informatico.
Trasferitasi per motivi di studio in Germania, nel 1993 si laurea alla Julius-Maximilians-Universität Würzburg in Germanistica e Anglistica, specializzandosi in campo linguistico. Dopo tre anni alla direzione della Scuola di Lingue Euro-Privat und Firmenservice Gmbh (srl), nel 2001 apre la Srl amiacon Gmbh, azienda operante nell’ambito della formazione linguistiche di piccole, medie e grandi imprese della Bassa Franconia. Dal 2008 è titolare dell’Istituto di Lingue e Formazione acontatto, con sede a Malcesine.
Trainer e formatrice riconosciuta di PDL, metodo esperienziale e comunicativo per l’apprendimento e l’insegnamento di lingue straniere fondato da Dr. Bernard e Marie Dufeu, nel 2013 conclude un ulteriore percorso di formazione in Psicodramma all’Istituto di Psicodramma Szenen di Colonia/Germania, specializzandosi nella sua applicazione nelle aree pedagogiche e psicosociali e nella conduzione e moderazione di gruppi.

## Attività politica
Alle elezioni comunali del 2019 si candida al consiglio comunale di Malcesine (Verona), nella lista civica "Vivere Malcesine 2019 ", venendo eletta consigliera comunale di opposizione.

Nel 2021 aderisce a Europa Verde, di cui diventa co-portavoce di Verona e Provincia.[1]

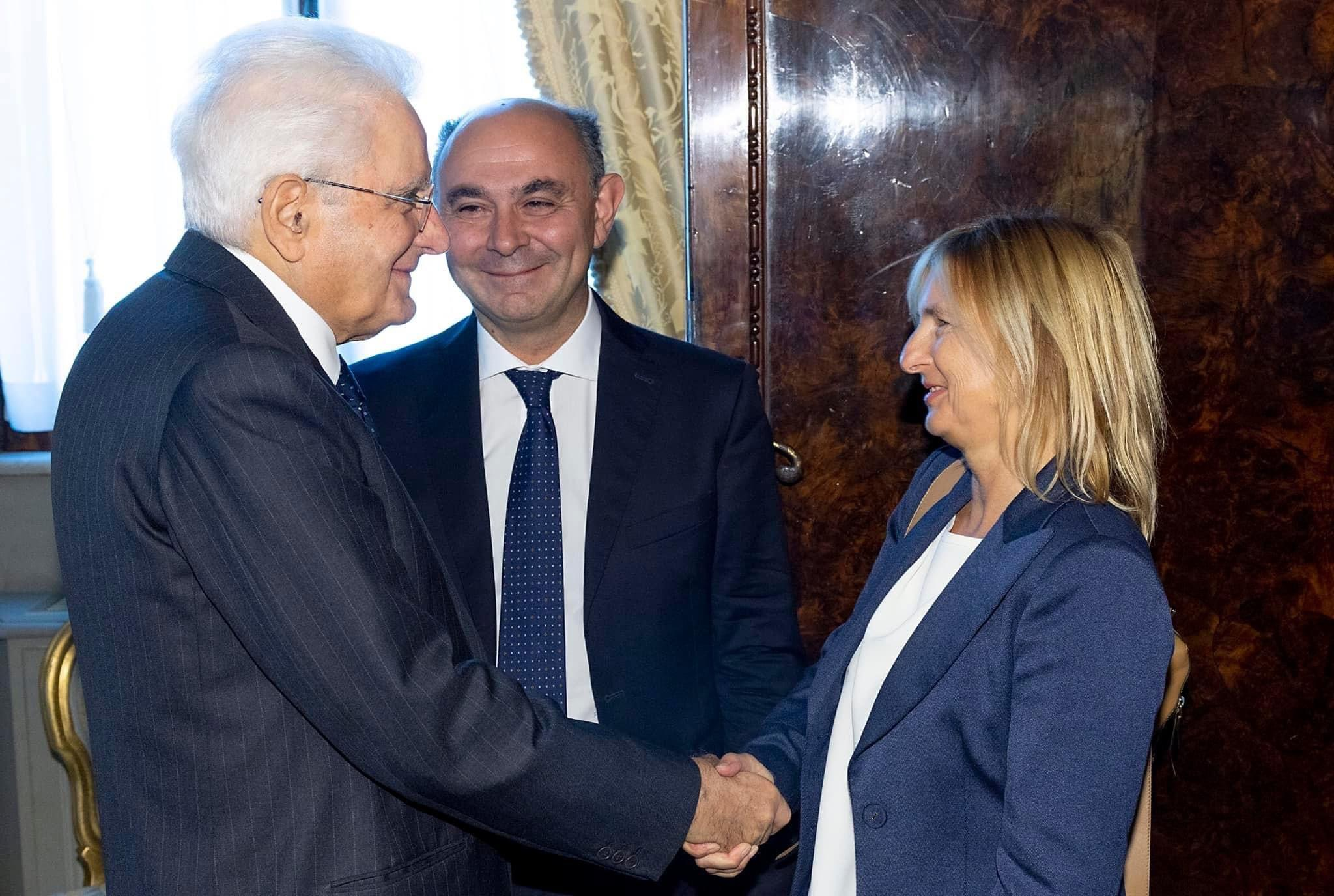
Aurora Floridia con Giuseppe De Cristofaro alle consultazioni al Quirinale col Presidente della Repubblica Sergio Mattarella.

Nel 2022, ha partecipato alla campagna elettorale delle elezioni amministrative di Verona a sostegno del candidato sindaco del centro-sinistra Damiano Tommasi, all'interno della coalizione Rete!.
Nello stesso anno, alle elezioni politiche in Italia, viene candidata al Senato della Repubblica tra le liste di Alleanza Verdi e Sinistra nel collegio plurinominale Veneto - 02 come capolista.
Il 25 settembre 2022 viene eletta senatrice, diventando l'unica rappresentante al Senato di Europa Verde.
Nella XIX Legislatura della Repubblica è vice-presidente del gruppo misto al Senato.
Dal 9 novembre 2022 al 10 novembre 2023 è stata membro della 9ª Commissione Agricoltura e produzione agroalimentare del Senato della Repubblica, in cui ancora collabora in veste di sostituta.
Dal 9 novembre 2022, fa parte dell'8ª Commissione Ambiente, transizione ecologica, energia, lavori pubblici, comunicazioni, innovazione tecnologica.
Dall'11 gennaio 2023 al 12 giugno 2023, è membro sostituto della delegazione parlamentare italiana presso l'Assemblea del Consiglio d'Europa per poi diventarne il 13 giugno 2023 membro effettivo.
Dal 17 maggio 2023, è componente della Commissione parlamentare di inchiesta sul fenomeno delle mafie e sulle altre associazioni criminali, anche straniere.
Dal 6 luglio 2023, è componente della commissione parlamentare per il contrasto degli svantaggi derivanti dall'insularità.
Dal 13 Febbraio 2024, è membro sostituto della componente parlamentare della Commissione di vigilanza sulla Cassa Depositi e Prestiti.
Nel 2025 annuncia la propria adesione ai Verdi del Sudtirolo/Alto Adige.

## Pubblicazioni
- 2012 Torresan, P.: Che cos’è la Psicodrammaturgia Linguistica? A colloquio con Aurora Floridia, Bollettino ITALS, Università di Venezia
- 2017 Floridia, A.: Verso una pedagogia dell’essere: la PDL. Nella lingua italiana con la Psicodrammaturgia del metodo PDL. In: Culturiana, Anno 1 Nr. 2, 2007
- 2017 Floridia A.: La PDL nell’insegnamento comunicativo delle lingue. Come dare voce a se stessi in un'altra lingua. In: Kotoba, Parola Testo Mediazione, Volume 7: Viva la lingua! Vivo la lingua? SSML Varese, 36 – 63.
- 2017 Floridia, A.: Die Psychodramaturgie Linguistique-Methode im Einzelsetting. In: Zeitschrift für Psychodrama und Soziometrie, Springer Verlag, 319-333
- 2019 Floridia, A.: Workshop: „Sich selbst eine Stimme in der Fremdsprache geben“ – Wege zum kommunikativen Sprachunterricht – Erlebnisorientierte Einführung in die PDL Methode. In: Lutz-Helmut Schön, Susanne Lesk (Hrsg.). Retten uns die Phänomene. Lehren und Lernen im Zeitalter der Digitalisierung. S. 147-151. Logos Verlag Berlin.
- 2022 Floridia, A.: “Sprechen von Anfang an“. Die übergeordnete Rolle der Mündlichkeit in der PDL. In: Carmen Konzett-Firth, Alexandra Wojnesitz (Hrsg). Mündlichkeit im Französischunterricht: Multiperspektivische Zugänge/ L&#39;oralité dans l&#39;enseignementdu français: Perspectives multiples. S. 255 – 276. Gunter Narr Verlag.
- 2022 Floridia, A., Lenke I.: Fremdsprachen sprechen lernen in einer jahrgangsgemischten und inklusiven Lernkultur. In: Heidrun Demo, Silver Cappello, Vanessa Macchia  (Hrsg.). Didattica e inclusione scolastica. Inklusion im Bildungsbereich. Emergenzeeducative. Neue Horizonte. S. 151- 169. Bolzano University Press.